# Баумгольц, Александр Иванович
Александр Иванович Баумго́льц (1902—1954) — советский инженер-электрик и гидромеханик, лауреат Сталинской премии первой степени (1951).

## Биография
Родился 10 сентября 1902 года в Бердичеве (ныне Житомирская область, Украина).
Окончил механический факультет (электротехническое отделение) Донского политехнического института в Новочеркасске (1927).
Работал инженером в Управлении Северо-Кавказской железной дороги (1927), в Управлении строительства «Волга—Дон—Азовское море» (1927—1928), в электротехническом отделе на строительстве Рионской ГЭС (1928—1930), старшим инженером Торгпредства СССР во Франции и Италии (1930—1931).
В 1931—1937 годы на строительстве канала имени Москвы: мастер-гидромеханик, начальник отдела энергетики, начальник энергомонтажного отдела, заместитель начальника сектора монтажных работ. Руководил проектированием энергетической, гидромеханической и электрической частей сооружений.
По его инициативе была создана лаборатория для изучения работы пропеллерных насосов. Эта работа позволила усовершенствовать их, и на московском заводе «Борец» было изготовлено 20 насосов, не имеющих аналогов.
В 1937—1940 годы помощник главного инженера строительства Куйбышевского гидроузла. С 1942 года — заместитель главного инженера главного управления Главгидрострой, затем заместитель главного инженера института «Гидропроект».
Умер 15 ноября 1954 года.

## Признание
- Сталинская премия первой степени (1951) — за разработку проектного задания Куйбышевской ГЭС на Волге.
- орден Ленина (1937)
- орден «Знак Почёта» (1952)
- медаль «За доблестный труд в Великой Отечественной войне 1941—1945 гг.»
- медаль «За боевые заслуги» (1952).